# 百官名
百官名（ひゃっかんな）は仮名（けみょう）の一種。家系や親、本人の官職名を用いるもの。

## 百官名
鎌倉時代より朝廷が儀式や法会の資金を調達するため、金銭と引き換えにして衛府や馬寮の三等官（尉、允）に御家人を任官させたり有力御家人を名国司（実体のない国守の名称）に補任することがたびたび行われ、武士の間に官名を称することが普及していく。南北朝時代には南北両軍の将帥が配下の武将の叙位任官をそれぞれの朝廷に取り次いで与える慣行（官途書出）があったが、室町時代以降になると、守護大名が被官に官途状を発給して受領名（国司の官名）を授与し私称を許す事例が現れた。これは朝廷が補任した正規の官職ではないため、公式の場では官名を略したり違う表現に置き換えたりした。また、「左衛門」「兵衛」などの、武士の間で用いられることの多かった衛府の官名に、「太郎」「次郎」などの輩行名を冠した呼称を、主君が家臣に与える慣習（仮名書出）も現れる。先祖が補任された官職や主家から与えられた官名を、子孫がその家督を継承した表象としてそのまま用いるケースも見られるようになる。「名字＋官名」というパターンは、人物（武士）を指す最も一般的な呼称としてもはや欠かすことのできないものとなったのである。
こうして親の官職や家代々の官名を名乗るという意味を持つ百官名が広く武家社会の習慣として定着した。しかし、百官名は必ずしも正式な官名ではなかった。武士階級の中でも朝廷から正式な任官を受けられる者は一握りであり、武士が官名を私称する行為（自官）が広く行われた。稀なものとして例えば戦国時代の尾張守護代織田信友の家老に織田三位なる人物があり、また織田信長の兵法の師にも平田三位なる人物があって、これも正式な位階ではない点で一種の百官名とみなすことができる。なお、百官名は通常名字の次、諱の前に入れて名乗る（武田典厩信繁など）。正式な官名とは若干異なる読みをするものもある（例:蔵人は、官職は“くろうど”、百官名は“くらんど”）。
特に戦国時代に各地の大名・領主が戦力及び地域支配機構の末端として村落上層階級などを取り込んでいった結果、武士階級は厳格性を失って範囲を拡大し、新興武士層を中心に「大膳」や「修理」など官衙名のみ、あるいは「将監」「将曹」など官職の等級のみを称したり、「助」や「丞」など官職の等級を名乗りの一部とする風習が広がって、本来の官職名の一部を用いた百官名もしくは官名由来の名乗りも多く見られるようになっていった 。特に関東地方では百官名と並んで「頼母」や「一学」などの擬似官名（一見官名風の仮名）が発達し、広く武家社会に定着していった（東百官、武家百官）。
明治時代に戸籍制度ができ、それ以前に本姓・諱（実名）・名字・家名・幼名・仮名・官名・法名など多様な組み合わせがあった人名は、「氏・名」とする形式に整理統合されたが、その後も百官名は名の一種として用いられることがあり、現代でも百官名にちなんだ人名が見られる。片山右京や真木蔵人などはその例であろう。

## 主な百官名

### 太政官

#### 左弁官局
- 中務（なかつかさ）- 中務省（左弁局被官）
  - 図書（ずしょ）- 図書寮（中務省被官）
  - 内蔵（くら）- 内蔵寮（中務省被官）
  - 内匠（たくみ）- 内匠寮（中務省令外官）
  - 監物（けんもつ）- 中務省に属する品官
  - 内記（ないき）- 中務省に属する品官
- 式部（しきぶ）- 式部省（左弁局被官）
  - 大学（だいがく）- 大学寮（式部省被官）
- 治部（じぶ）- 治部省（左弁局被官）
  - 雅楽（うた）- 雅楽寮（治部省被官）
  - 玄蕃（げんば）- 玄蕃寮（治部省被官）
- 民部（みんぶ）- 民部省（左弁局被官）
  - 主計（かずえ）- 主計寮（民部省被官）
  - 主税（ちから）- 主税寮（民部省被官）

#### 右弁官局
- 兵部（ひょうぶ）- 兵部省（右弁局被官）
  - 隼人（はやと）- 隼人司（兵部省被官）
- 刑部（ぎょうぶ）- 刑部省（右弁局被官）
  - 囚獄（しゅごく・ひとや）- 囚獄司（刑部省被官）
- 大蔵（おおくら）- 大蔵省（右弁局被官）
  - 織部（おりべ）- 織部司（大蔵省被官）
- 宮内（くない）- 宮内省（右弁局被官）
  - 大膳（だいぜん）- 大膳職（宮内省被官）
  - 木工（もく）- 木工寮（宮内省被官）
  - 大炊（おおい）- 大炊寮（宮内省被官）
  - 主殿（とのも）- 主殿寮（宮内省被官）
  - 掃部（かもん）- 掃部寮（宮内省令外官）
  - 内膳（ないぜん）- 内膳司（宮内省被官）
  - 典膳（てんぜん）- 内膳司の判官（じょう）
  - 造酒（みき）- 造酒司（宮内省被官）
  - 采女（うねめ）- 采女司（宮内省被官）
  - 主水（もんど）- 主水司（宮内省被官）

### 少納言局
- 外記（げき）- 少納言局の主典（さかん）

### 弾正台
- 弾正（だんじょう）- 弾正台

### 衛府
- 左近（さこん）- 左近衛府
- 右近（うこん）- 右近衛府
- 将監（しょうげん）- 近衛府の判官（じょう）
- 将曹（しょうそう）- 近衛府の主典（さかん）
- 左衛門（さえもん）- 左衛門府
- 右衛門（うえもん）- 右衛門府
  - 「えもん」とも読む（特に上に文字が来る場合）。例えば「源右衛門」は「げんえもん」と読む。
- 靫負（ゆげい・ゆきえ）- 門部（衛門の別称）
- 左兵衛（さひょうえ）- 左兵衛府
- 右兵衛（うひょうえ）- 右兵衛府
  - 左右を付けず単に「兵衛」とし、上に文字が来る場合が一般的。「十兵衛」（じゅうびょうえ／じゅうべえ）など。
- 権兵衛（ごんのひょうえ、ごんべえ） - 兵衛府の権官
- 金吾（きんご）- 左衛門府　
  - 衛門督の唐名だが、百官名として扱われる。典拠→近八郎右衛門編『名頭字尽・本朝百官名尽』

### 春宮坊
- 主膳（しゅぜん）- 主膳監
- 舎人（とねり）- 舎人監
- 主馬（しゅめ）- 主馬署
- 帯刀（たてわき）- 帯刀舎人

### 兵馬司・馬寮
- 兵馬（ひょうめ） - 兵馬司
- 左馬（さめ）- 左馬寮
- 右馬（うめ）- 右馬寮
  - 唐名 - 典厩

### 兵庫・兵庫寮
- 兵庫（ひょうご）- 兵庫寮

### 京職
- 左京（さきょう）- 左京職
- 右京（うきょう）- 右京職
- 東市（とういち）- 東市司（左京職被官）
- 西市（せいいち）- 西市司（右京職被官）

### 大宰府
- 大弐（だいに）
- 少弐（しょうに）- いずれも大宰府次官（すけ）

### 令外官
- 修理（しゅり）- 修理職
- 蔵人（くろうど・くらんど）- 蔵人所
- 勘解由（かげゆ）- 勘解由使
- 斎宮（いつき）- 斎宮寮

### 国司
- 国司（令制国）

- 陸奥（むつ）
- 出羽（でわ）
- 常陸（ひたち）
- 上総（かずさ）
- 上野（こうずけ）
- 下野（しもつけ）
- 武蔵（むさし）
- 下総（しもうさ）
- 安房（あわ）
- 相模（さがみ）
- 甲斐（かい）
- 信濃（しなの）
- 飛騨（ひだ）
- 美濃（みの）
- 越後（えちご）
- 佐渡（さど）
- 伊豆（いず）
- 駿河（するが）
- 遠江（とおとうみ）
- 三河（みかわ）
- 尾張（おわり）
- 越中（えっちゅう）
- 加賀（かが）
- 能登（のと）
- 越前（えちぜん）
- 伊勢（いせ）
- 志摩（しま）
- 若狭（わかさ）
- 近江（おうみ）
- 山城（やましろ）
- 丹波（たんば）
- 丹後（たんご）
- 大和（やまと）
- 伊賀（いが）
- 紀伊（きい）
- 河内（かわち）
- 和泉（いずみ）
- 摂津（せっつ）
- 播磨（はりま）
- 但馬（たじま）
- 因幡（いなば）
- 伯耆（ほうき）
- 備後（びんご）
- 備中（びっちゅう）
- 美作（みまさか）
- 備前（びぜん）
- 淡路（あわじ）
- 阿波（あわ）
- 讃岐（さぬき）
- 土佐（とさ）
- 伊予（いよ）
- 安芸（あき）
- 出雲（いずも）
- 隠岐（おき）
- 石見（いわみ）
- 周防（すおう）
- 長門（ながと）
- 豊後（ぶんご）
- 豊前（ぶぜん）
- 筑前（ちくぜん）
- 筑後（ちくご）
- 対馬（つしま）
- 壱岐（いき）
- 肥前（ひぜん）
- 肥後（ひご）
- 日向（ひゅうが）
- 大隅（おおすみ）
- 薩摩（さつま）

## 主な例

### 実在の人物
- 津田監物 - 津田流鉄砲術の祖
- 高山右近 - 摂津国の戦国大名
- 小田辺大学 - 戦国時代の二本松氏のち伊達氏の家臣。騎馬突入の名手で「乗込み大学」の異名を持つ。
- 車丹波 - 戦国大名佐竹義重家臣
- 舞兵庫 - 豊臣秀次の家臣で若江八人衆の一人。のち石田三成の家臣。
- 高野越中 - 豊臣秀次の家臣で若江八人衆の一人。のち石田三成の家臣。
- 大山伯耆 - 豊臣秀次の家臣で若江八人衆の一人。のち石田三成の家臣。
- 大場土佐 - 豊臣秀次の家臣で若江八人衆の一人。のち石田三成の家臣。
- 大橋掃部 - 石田三成の家臣。
- 島左近 - 石田三成の家臣
- 蒲生将監 - 蒲生氏郷のち石田三成の家臣
- 平塚左馬助 - 安土桃山時代の武将
- 大谷大学 - 安土桃山時代の武将。大坂の陣に豊臣方として参戦。大谷吉継の子（一説には弟）。
- 岡部大学 - 大坂の陣に豊臣方として参戦。
- 奥平隼人 - 浄瑠璃坂の仇討で仇とされて討たれた宇都宮藩家臣
- 伊奈図書 - 徳川家康の旗本
- 向井将監 - 江戸幕府の御船手奉行
- 石出帯刀 - 幕府旗本。代々が「石出帯刀」。
- 島田弾正 - 江戸幕府の南町奉行。
- 安藤帯刀 - 紀州藩附家老である紀伊田辺藩主
- 神子上典膳 - 剣豪
- 柳生兵庫 - 剣豪
- 宮本武蔵 - 剣豪
- 田中玄蕃 - ヒゲタ醤油創始者
- 伊達安芸 - 仙台藩家老。以下三名は仙台藩の御家騒動「伊達騒動」で著名。
- 原田甲斐 - 仙台藩家老
- 柴田外記 - 仙台藩家老
- 大石内蔵助 - 赤穂藩浅野家家老、赤穂事件の中心人物
- 大石主税 - 大石内蔵助の子
- 浅野大学 - 赤穂藩主浅野内匠頭の舎弟
- 吉良左兵衛 - 吉良上野介の養子
- 千坂兵部 - 米沢藩家老
- 竹内式部 - 神道家
- 山県大弐 - 学者
- 恩田木工 - 松代藩家老
- 土井図書 - 土井利益家臣
- 平田靱負 - 宝暦治水の総奉行を務めた薩摩藩家老
- 仙石左京 - 仙石騒動時の出石藩筆頭家老
- 松前勘解由 - 松前藩家老格、ペリー来航時の藩主席応接使
- 長野主膳 - 彦根藩主・大老井伊直弼の腹心
- 池内大学 - 儒学者
- 中根靱負 - 福井藩主松平慶永の側近
- 斎藤監物 - 水戸藩士、桜田門外の変参加者
- 安島帯刀 - 水戸藩家老
- 藤田将監 - 天狗党の乱の際の水戸藩家老
- 興津蔵人 - 水戸藩家老
- 長井雅楽 - 長州藩家老
- 遠山靱負 - 尾張藩士。遠山景元の四男・景明の養父
- 福原越後 - 長州藩家老
- 国司信濃 - 長州藩重臣
- 島津豊後 - 島津氏分家豊州家第15代当主
- 小松帯刀 - 薩摩藩家老
- 田中土佐 - 会津藩家老
- 神保内蔵助 - 会津藩家老
- 山川大蔵 - 会津藩家老
- 海老名弾正 - 柳川藩藩士
- 平手造酒 - 幕末の剣客
- 奥田主馬 - 尾張藩士
- 中西主税 - 尾張藩士

### 明治以降の実在の人物
- 山本権兵衛 - 海軍大将、政治家
- 辰野金吾 - 建築家、工学博士
- 勝田主計 - 大蔵大臣、朝鮮銀行総裁
- 大内兵衛 - 東京大学教授、マルクス経済学者
- 堀口大学 - 詩人、フランス文学者
- 小松左京 - 小説家（ペンネーム）
- 片山右京 - 自動車レーサー
- 山本左近 - 自動車レーサー
- 真木蔵人 - 俳優
- 中村隼人 - プロ野球選手
- 前川右京 - プロ野球選手
- 阿久津主税 - 将棋棋士
- 水島武蔵 - プロサッカー選手
- 藤本主税 - プロサッカー選手
- 前田大和 - プロ野球選手（登録名「大和」）
- 市原隼人 - 俳優
- 吉田隼人 - 騎手

### 歌舞伎役者の名跡
- 尾上右近
- 尾上左近
- 市川右近

### 架空の人物
- 仁木弾正 - 『伽羅先代萩』の登場人物（実在の仙台藩家老・原田甲斐がモデル）
- 赤江図書頭 - 『名奉行 遠山の金さん』の第4シリーズ第26話で出演する、登場人物（悪役）
- 内藤勘解由 - 『大江戸捜査網』の登場人物
- 左文字右京-『大江戸捜査網』三代目主役隠密同心
- 倉田典膳 - 『鞍馬天狗』の主人公
- 俵星玄蕃 - 『赤穂事件』をモチーフにした講談などの登場人物
- 堀田隼人 - 大佛次郎の小説『赤穂浪士』の主人公
- 中村主水 - 『必殺シリーズ』の主人公
- 早乙女主水之介 - 『旗本退屈男』の主人公
- 土屋主水之助 - 『徳川風雲録 八代将軍吉宗』のバイプレイヤー、のちに『主水之助七番勝負〜徳川風雲録外伝〜』の主人公
- 野々宮大弐 - 『犬神家の一族』の登場人物(回想にのみ登場)
- 鹿斗典膳 - 『コータローまかりとおる!』の登場人物
- 九能帯刀 - 『らんま1/2』の登場人物
- 久遠寺右京 - 『らんま1/2』の登場人物（女性）
- 杉下右京 - 警視庁・刑事TVドラマ『相棒』の主人公
- 一文字隼人 - 『仮面ライダー』の登場人物
- 腹黒主水之助助兵衛　- 『悪代官シリーズ』の主人公
- 伊集院隼人 - 『シティハンター』の登場人物（別名 海坊主)
- 福音寺備後　- 『鉄娘な3姉妹』の三人の主人公の一人（女性）
- 國崎出雲 - 『國崎出雲の事情』の主人公
- 振騎玄蕃 - 『爆上戦隊ブンブンジャー』の登場人物（ブンオレンジ)